# 孫迪 (弘治進士)
孫迪（1467年—？），字吉夫，號朴居，浙江嘉兴府平湖县人，民籍，明朝政治人物。

## 生平
浙江鄉試第五十七名舉人。弘治十二年（1499年）中式己未科會試第一百九十七名，三甲第二十七名進士。授旌德知县，十八年十一月擢山东道试監察御史，正德二年（1507年）閏二月奉命查盘大同等处边储，五年三月考察调改别任，遷工部主事，官至虞衡司员外郎。

## 家族
曾祖孫忠；祖孫翼；父孫瑫。母沈氏。严侍下。兄说、旦、逵、尹。